# Copiii, iar copiii
Copiii, iar copiii este un film românesc din 1966 regizat de Florica Holban.